# Stralsunder Friedhöfe
In der Hansestadt Stralsund existieren mehrere Friedhöfe, von denen nicht mehr alle bewirtschaftet werden. Teilweise reicht die Geschichte der Friedhöfe bis weit in die Stadt-Gründungszeit im Jahr 1234 zurück. Da die älteren der Friedhöfe ursprünglich auf dem Gelände der Stralsunder Kirchen angelegt waren, heißen diese Begräbnisfelder Kirchhöfe.

## Geschichtsüberblick
Die ersten Begräbnisstätten entstanden im 13. Jahrhundert. Derartige Plätze für die Toten wurden neben den vier Pfarrkirchen St. Nikolai, St. Marien, St. Jakobi und St. Peter und Paul (die inzwischen nicht mehr vorhanden ist), den Klosterkirchen St. Johannis und St. Katharinen, dem Kloster St. Annen und Brigitten, der Gasthauskirche, der Gertrudenkirche sowie um die Heilgeistkirche angelegt.
Es war üblich, dass Tote aus reichen Familien direkt in den Kirchen bestattet wurden. Nach dem sozialen Stand geordnet lagen die Begräbnisstätten im Chor, im Kirchenschiff, im Kreuzgang oder auf dem Kirchhof.
Schnell wurde die Bebauung neben den Kirchen dicht, sodass der Platz auf den Kirchhöfen sehr begrenzt war. Spätestens mit den ersten Pesttoten wurden die Kirchhöfe zu klein. Die Kirchengemeinden begannen zu Beginn des 14. Jahrhunderts am Rand der Stadt Friedhöfe anzulegen.
Die Reformation brachte die Forderung nach einer Trennung der Begräbnisplätze von den Kirchen. Allerdings sind in Stralsund noch bis in die Mitte des 18. Jahrhunderts Begräbnisse in den Kirchen durchgeführt worden. Die schwedische Regierung erließ aus Angst vor Seuchen im Jahr 1778 ein Verbot dieser Bestattungen in Kirchen, das aber umgangen wurde. Noch bis zum Ende des 19. Jahrhunderts fanden Beerdigungen auf den Kirchhöfen der Stadt statt.
Die aus Platzmangel angelegten Friedhöfe wurden zunächst hainartig gestaltet. Sie lagen an der Stadtgrenze und stießen auch dort bald an räumliche Grenzen, denn Stralsund war noch bis zum Beginn des 19. Jahrhunderts eine Festung.
Im Laufe der Geschichte waren sowohl die Begräbniskultur als auch das Verständnis für die Geschichte und die Bedeutung von Friedhöfen einem steten Wandel unterlegen.

## Die Stralsunder Kirchhöfe und Friedhöfe
Nachfolgend sind die Stralsunder Kirch- und Friedhöfe alphabetisch geordnet aufgeführt.

### Frankenfriedhöfe

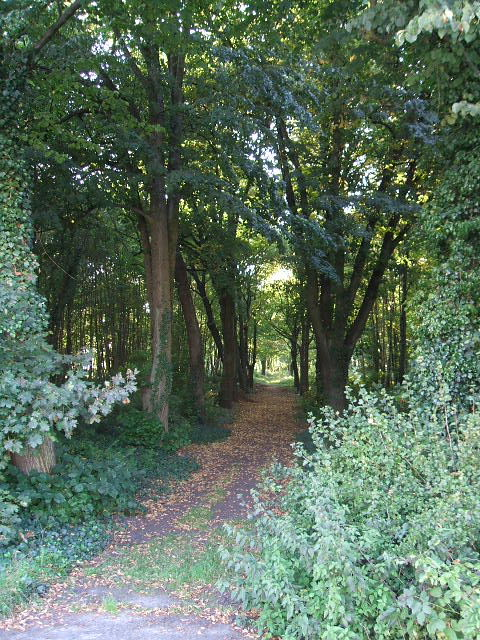
Allee auf dem Neuen Frankenfriedhof

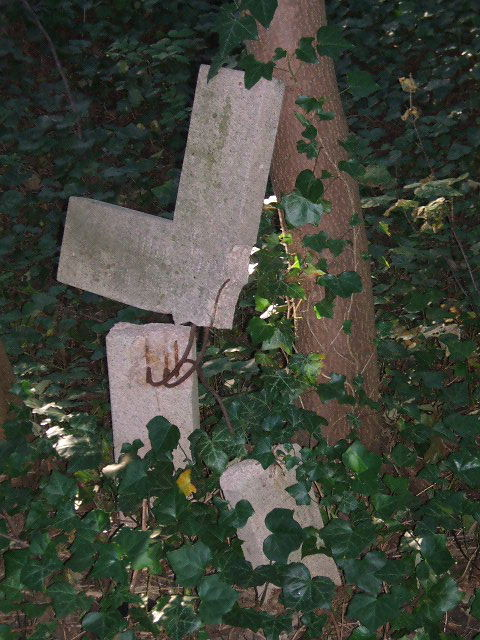
Zerstörtes Grabmal auf dem Neuen Frankenfriedhof

Die Frankenfriedhöfe (Alter und Neuer Frankenfriedhof) werden nicht mehr als Begräbnisstätten genutzt.
Im Jahr 1710 hatte es eine große Pestepidemie in Stralsund gegeben, in deren Folge der Gertrudenfriedhof im Stadtteil Franken eine Überbelegung erfuhr. Daraus entstand die Notwendigkeit der Neuanlage eines Friedhofs.
Der Frankenfriedhof wurde im Jahr 1713 geweiht. Er befindet sich auf einem leicht erhöhten Gelände, das im 17. Jahrhundert noch als Verteidigungswerk genutzt wurde. In diese Zeit fiel auch die Wandlung der Friedhöfe von reinen Begräbnisstätten in gartenkünstlerisch angelegte Friedhöfe. Der Alte Frankenfriedhof wurde streng geometrisch gestaltet.
Um 1820 wurde der Friedhof um einen südlichen Teil erweitert. Der nördliche und der südliche Teil sind durch eine Auffahrt, die vom Frankendamm abführt, voneinander getrennt. Dazu wurden rechtwinklig vier Querwege angelegt. Die äußere Grenze bildet eine noch heute erhaltene Mauer aus Feldsteinen.
1928 wurde erstmals geplant, den Alten Frankenfriedhof zu schließen. Mitte des 19. Jahrhunderts hatte er seine Belegungsgrenze erreicht. Bis 1965 wurden jedoch noch Beerdigungen vorgenommen. Ab 1986 wurde der Friedhof beräumt und zu einem Park umgestaltet. Dabei wurden allerdings viele historisch wertvolle Anlagen vernichtet. Eine letzte erhaltene Grabplatte mit der Inschrift „Carolina Helena Johanna v. Pollet gest. 1797“ wurde 1998 von Vandalen zerstört.
Auf dem Alten Frankenfriedhof waren unter anderem der Kommerzienrat und bürgerliche Oberbürgermeister Stralsunds Israel, der Wissenschaftler Otto Fock und der Dichter Karl Lappe begraben.
Eine Zeichnung von 1856 zeigt erste Pläne für eine Neuanlage in der Franken-Feldmark, die noch als Weide genutzt wurde. Der Neue Frankenfriedhof wurde wie der Alte Frankenfriedhof streng geometrisch mit Haupt- und Nebenwegen und Alleen und Baumreihen gestaltet.
Auch auf diesem Friedhof sind nur noch wenige Grabstätten erhalten. Hier wurden der Stralsunder Stadtbaudirektor Ernst von Haselberg und 1949 der Komponist Georg Meißner beigesetzt; beide Gräber sind nicht mehr auffindbar. Einer privaten Initiative ist zu verdanken, dass das Grab des Arztes Carl Pogge erhalten blieb.
1976 wurde der Neue Frankenfriedhof geschlossen.

### Franzosenfriedhof
Die Franzosenfriedhof genannte Begräbnisanlage wurde 1865 in Knöchelsöhren angelegt. Hier wurden die 52 französischen Soldaten und Offiziere, die während ihrer Internierung 1870/1871 auf dem Stralsunder Dänholm gestorben waren, beerdigt, was dem Friedhof im Volksmund seinen Namen einbrachte.
Der sehr niedrige Grundwasserspiegel brachte auch bald die Schließung des Friedhofes als Begräbnisstätte. Nachdem zu Beginn des 20. Jahrhunderts ein neuer Bahnhof errichtet und dafür das Gelände auch um Knöchelsöhren neu gestaltet wurde, verschwand der Friedhof. Heute sind keine Hinweise mehr darauf zu finden.

### Gasthauskirchfriedhof
Die Gasthauskirche befand sich in der heutigen Marienstraße. Sie existiert nicht mehr und auch der Kirchhof dazu besteht nicht mehr.

### Gertrudenfriedhof
Die Gertrudenkirche wurde zu Beginn des 14. Jahrhunderts errichtet. Sie befand sich vor dem heute nicht mehr erhaltenen Frankentor am heutigen Frankendamm. In einem erhalten gebliebenen Testament von 1335 wird der Gertrudenfriedhof genannt.
Die Kirche wurde im Jahr 1547 abgerissen. Der Friedhof allerdings wurde weiter betrieben. Er war vor allem für die ärmere Bevölkerung gedacht. Auf einem Kupferstich von 1652 ist ein Platz zu sehen, den in der Mitte ein großes Kreuz überragt. Hier wurden Bewohner des Heilgeisthospitals und der Frankenvorstadt beerdigt.
Bei der Belagerung der Stadt durch die Truppen Wallensteins im Jahr 1628 wurde der Friedhof durch die Bewohner in der Art zerstört, dass dort die Kirchhofschanze als Verteidigungsanlage angelegt wurde.
Der Friedhof wurde nach der erfolgreichen Verteidigung wieder seinem Zweck übergeben. Nachdem er infolge der Pestepidemie von 1710 allerdings völlig überbelegt war, gab der Rat der Stadt 1712 den Auftrag zur Anlage des Frankenfriedhofs. Der Gertrudenfriedhof wurde dann ab 1713 nicht mehr für Beerdigungen genutzt. Heute ist das Areal mit Häusern bebaut.

### Jakobikirchhof
Der Jakobikirchhof war zweigeteilt. An der Nordseite der Jakobikirche befand sich der Grüne Kirchhof, der noch bis mindestens 1840 als Begräbnisstätte diente, und an der Südseite der Kahle Kirchhof, auf dem um 1777 die letzten Bestattungen stattfanden.
Beim Bombenangriff auf Stralsund am 6. Oktober 1944 wurden die bis dato bis dicht an die Kirche stehenden Häuser und Bäume zerstört. An der Nordseite wurden 1954 Bäume gepflanzt und ein kleiner Park angelegt.

### Jüdische Friedhöfe
Juden waren in der Vergangenheit immer wieder Vertreibungen und Verfolgungen ausgesetzt, in deren Verlauf häufig auch die Begräbnisstätten der Gemeinden zerstört worden sind. Die Grabmale wurden zerstört oder anderweitig genutzt; selbst für Kirchenbauten kamen sie zum Einsatz.
Juden in Stralsund waren in der deutschen Ostkolonisation aus dem Westen gekommen, jedoch um 1500 weitgehend aus der Stadt vertrieben worden. Erst im 18. Jahrhundert wurde ihnen die Neuansiedlung in Stralsund gestattet. Der Straßenname Judenstraße lässt Rückschlüsse auf ihre Ansiedlung zu. Begräbnisstätten aus der Zeit des Mittelalters sind allerdings nicht mehr vorhanden. Bestattungen wurden nach der Erlaubnis der Neuansiedlung von Juden in Stralsund 1777 durch ein Edikt des schwedischen Königs Gustav III. zumeist in den Orten Sülze und Ribnitz vorgenommen.

#### Jüdischer Friedhof in Niederhof bei Brandshagen
Die Stadt Stralsund lehnte es ab, der Jüdischen Gemeinde einen Platz innerhalb der Festungsmauern zur Verfügung zu stellen. Daher griff die Gemeinde auf das Angebot des Kammerrates Joachim Ulrich Giese zurück, der ihr auf seinem Gut in Niederhof bei Brandshagen unentgeltlich einen Platz zur Nutzung als Friedhof überließ. Bis 1855 fanden hier Beerdigungen statt. Von den vor dem Ersten Weltkrieg erhaltenen 60 Grabmälern wurden einige ausgegraben und in Niederhof als Tritt am Hauseingang genutzt. Die Nationalsozialisten ließen den Friedhof unbeschadet. 1955 wurden auf dem Friedhof noch 38 erhaltene Grabmäler festgestellt. 1997 waren es noch 28, die sich nun inmitten eines Waldes befinden.

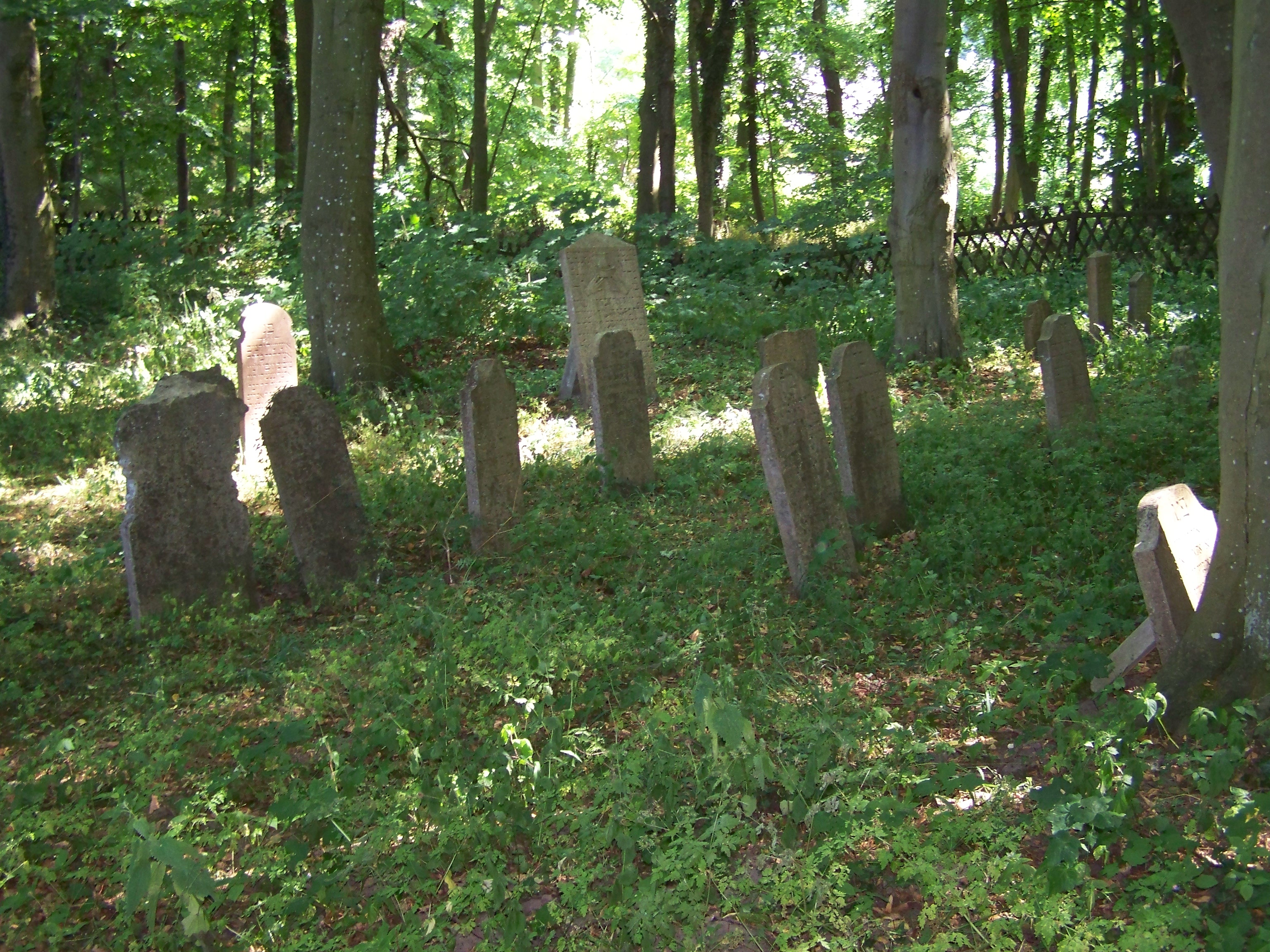
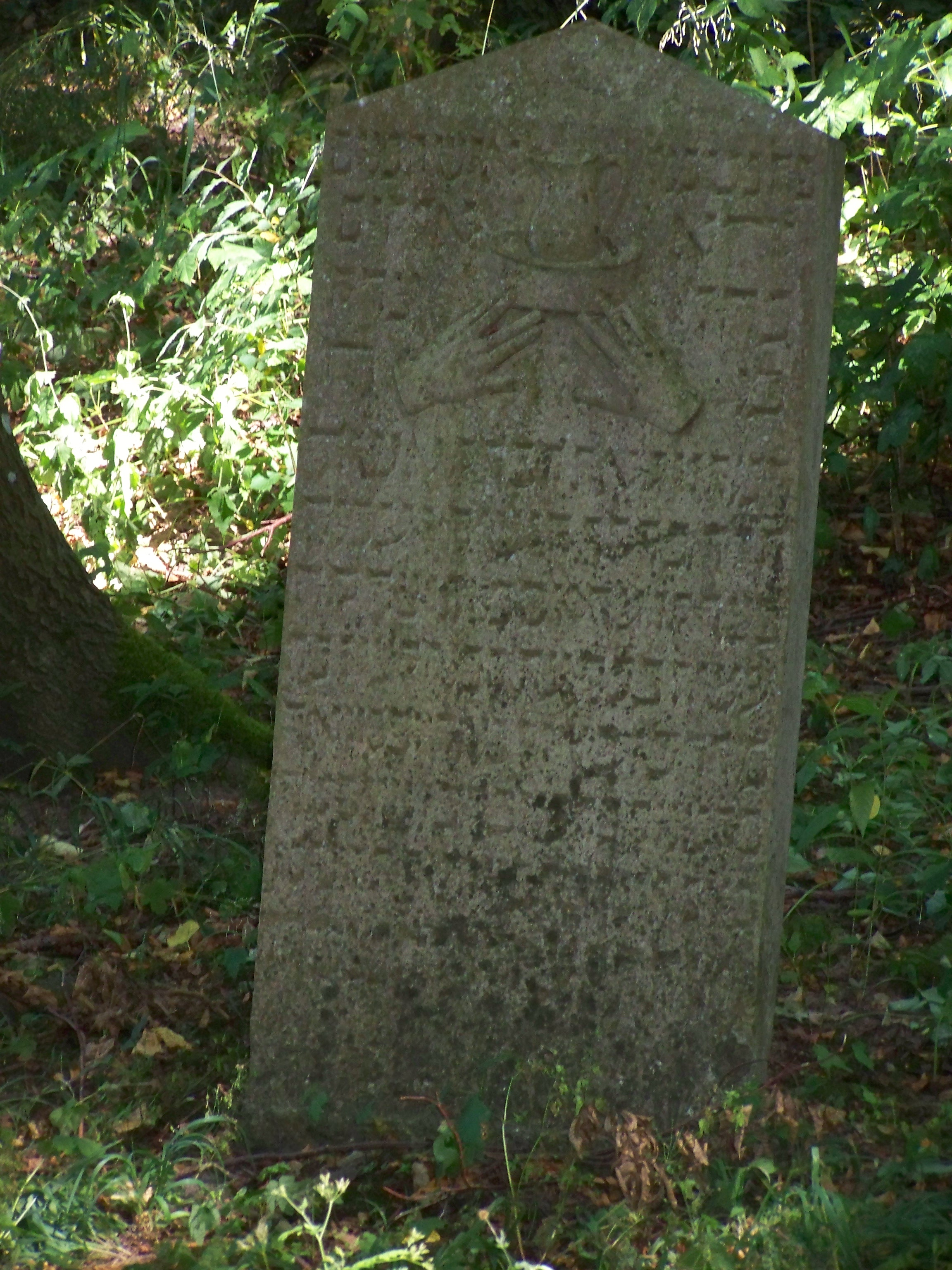
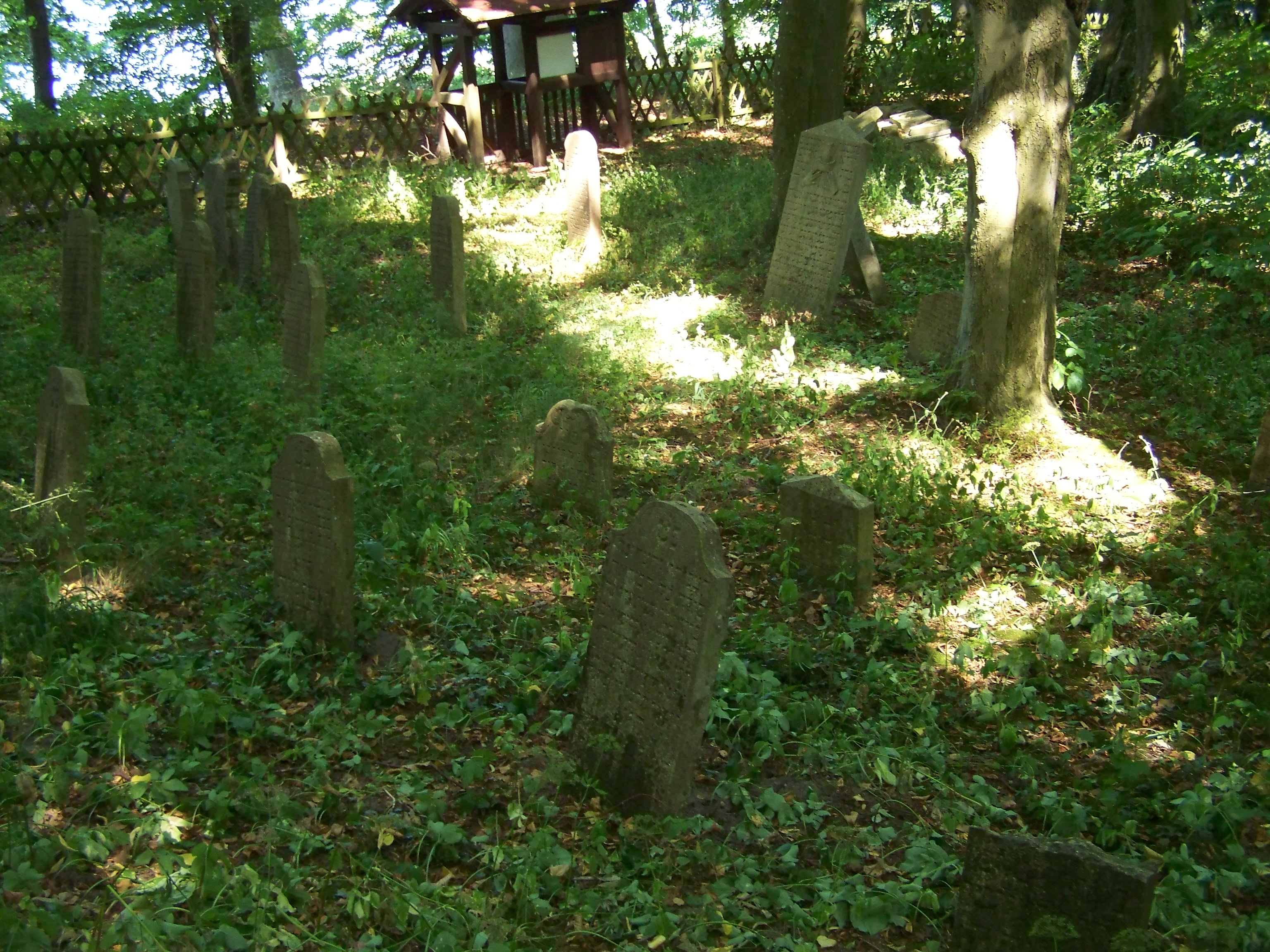
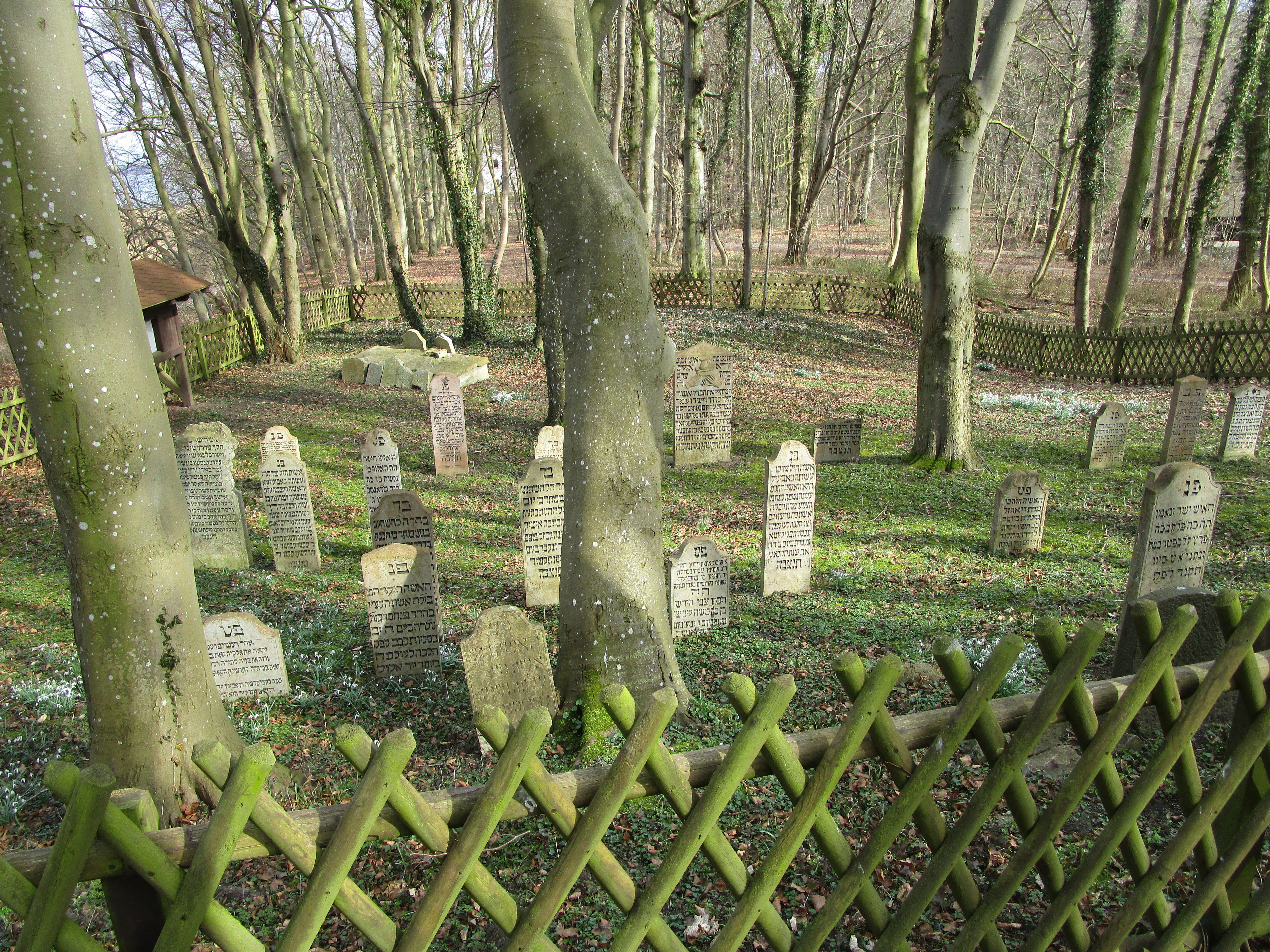
Restaurierte Steine mit Schrift nach Westen
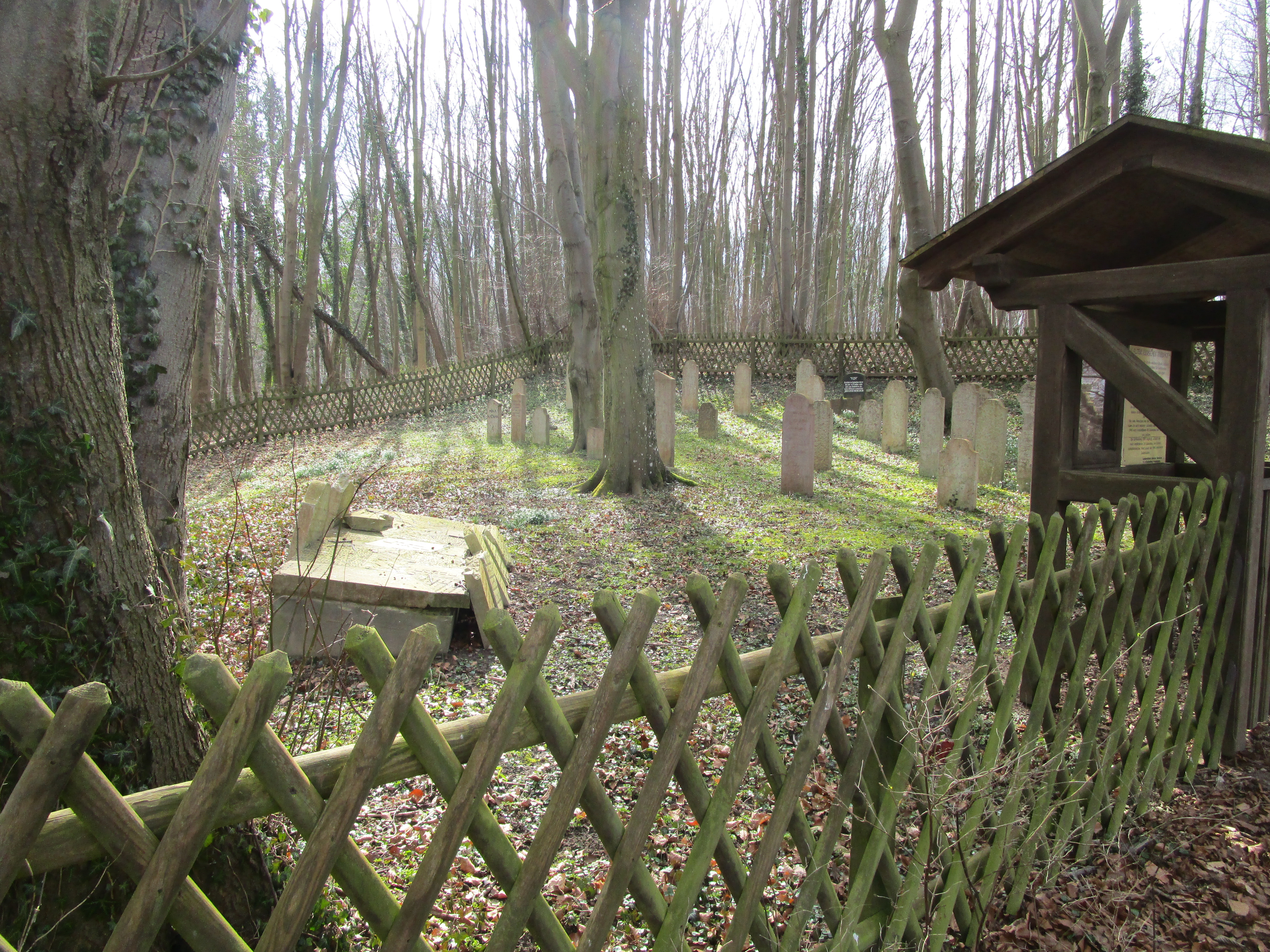
Anlage des Jüdischen Friedhofes von Nordosten

#### Jüdischer Friedhof direkt in Stralsund
Im Jahr 1850 konnte die Jüdische Gemeinde endlich einen eigenen Begräbnisplatz innerhalb von Stralsund einrichten. Dieser befindet sich an der heutigen Greifswalder Chaussee und ist mit einer Mauer eingegrenzt. Der älteste erhaltene Grabstein stammt aus dem Jahr 1855.
1912 konnte der Friedhof noch erweitert werden. In der Zeit des Nationalsozialismus verlor die Jüdische Gemeinde ihre rechtliche Stellung und beendete 1938 ihre Existenz. Im Jahr 1942 verkauften die Nazis das Grundstück an die Stadt; Beisetzungen fanden hier nicht mehr statt. Den verbliebenen Juden wurde ein kleiner Platz auf dem Neuen Frankenfriedhof zur Verfügung gestellt.
Das Gelände des Friedhofs wurde in den 1950er Jahren zur Gedenkstätte umgestaltet. Erhalten geblieben sind auch Grabmale der Familie von Adolf Wertheim.
Im Jahr 1997 erhielt die Jüdische Gemeinde Mecklenburg-Vorpommern den Friedhof in ihr Eigentum zurück. Zwischen dem Jahr 2000 und November 2008 ließ die Gemeinde den Begräbnisplatz sanieren: die Umgebungsmauer wurde restauriert, die Grabmale aufgearbeitet, Grabinschriften erneuert und der Eingangsbereich durch Restaurierung der Pfeiler und die Erneuerung des Tores aufgewertet. Nach Beendigung der Arbeiten entstand ein zentraler Platz mit einem Gedenkstein und einem Sitzbereich.

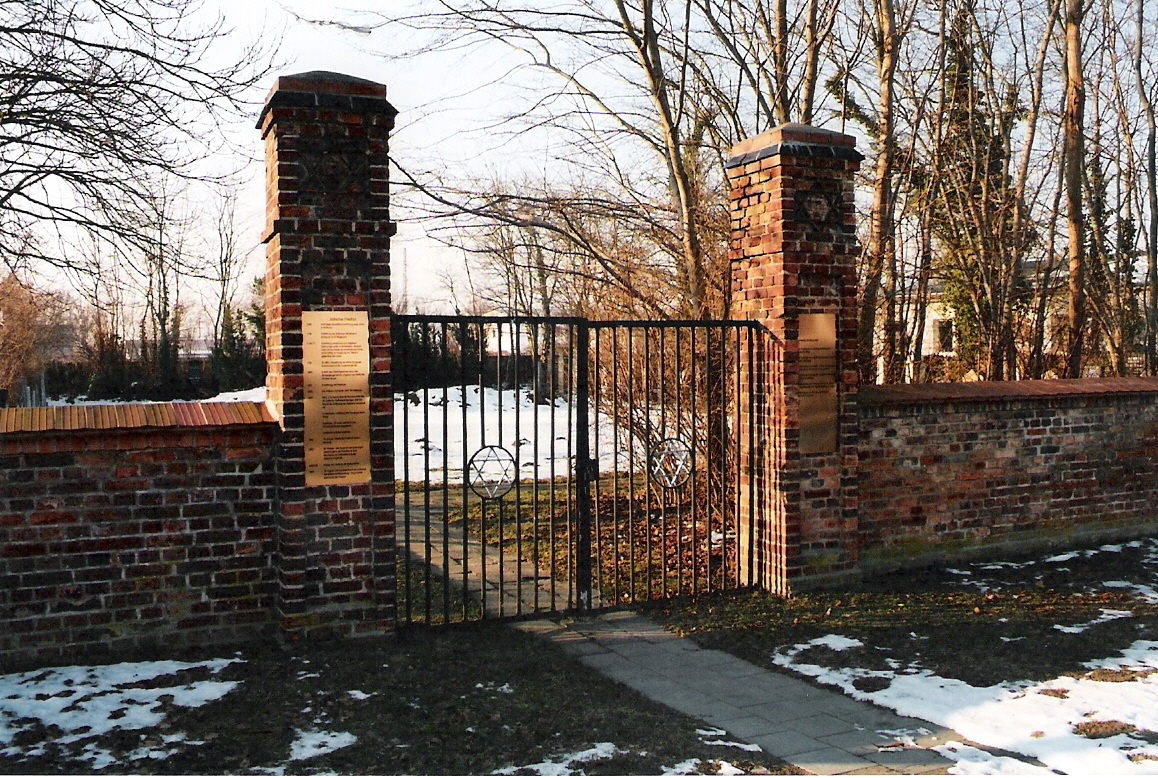
Eingangstor
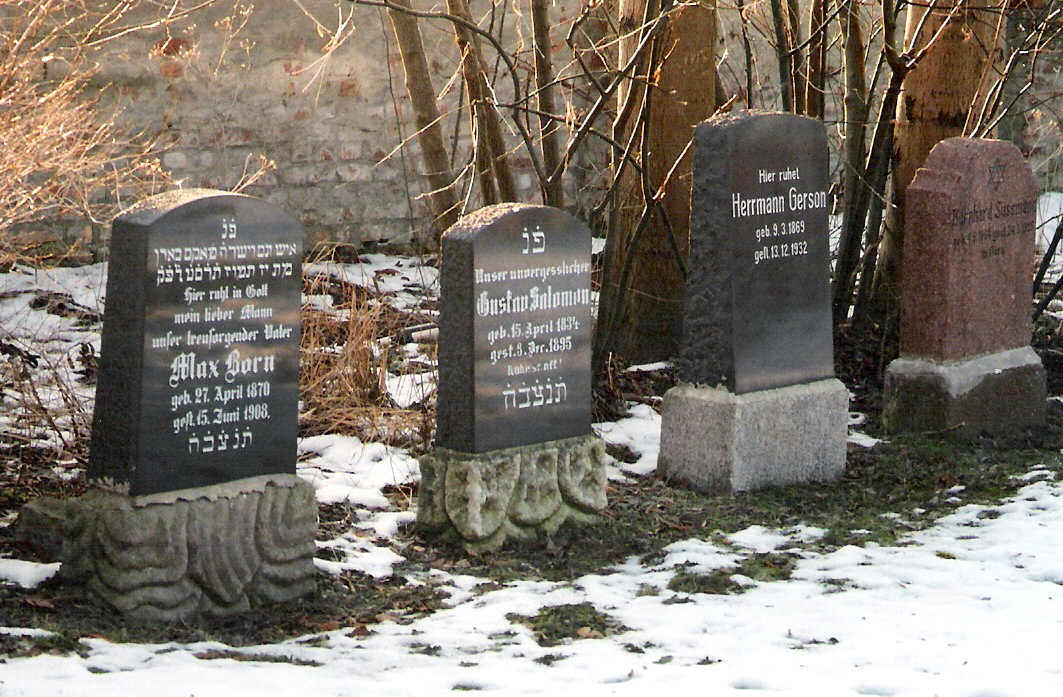
Gräberreihe,
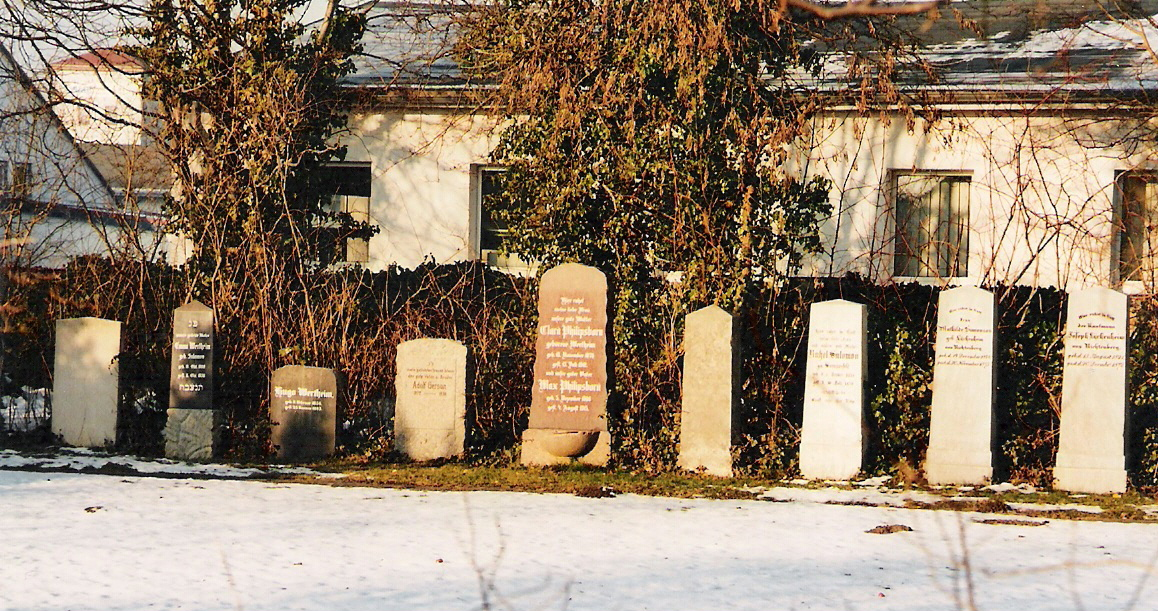
Darunter das Wertheim-Grab

### Katholischer Friedhof
Stralsund war mit der Reformation evangelisch geworden. Die kleine Gemeinde der Katholiken musste ihre Toten daher auf den von den Protestanten genutzten Friedhöfen beziehungsweise Kirchhöfen bestatten. 1775 wurde eine Gemeinde gegründet, der es gelang, ab 1842 einen eigenen Platz für Bestattungen einzurichten. Dieser Katholische Friedhof lag außerhalb der Festung Stralsund an der heutigen Greifswalder Chaussee nahe dem Jüdischen Friedhof.
1912 wurde durch die Gemeinde ein neuer Friedhof mit heute noch erhaltenen Lindenbäumen, Ahornbäumen und Eschen angelegt. Dieser Friedhof wurde 1941 noch erweitert.

### Mariakronfriedhof
Der im 14. Jahrhundert eingerichtete Friedhof lag in der Nähe der heutigen Wolfgang-Heinze-Straße. 1350 wurde für diesen Friedhof die Maria-Magdalena-Kapelle gestiftet, 1421 in der unmittelbaren Nachbarschaft das Brigittenkloster Mariakron gegründet.
Der Friedhof wurde erweitert und ist noch 1733 auf einem Festungsplan als solcher verzeichnet. Heute existieren weder das Kloster noch der Friedhof mehr.

### Marienkirchhof
Die Pfarrkirche St. Marien war noch bis Mitte des 19. Jahrhunderts an der Nordseite (zum Neuen Markt hin) und an der Westseite dicht von Häusern umgeben. Sowohl auf der Nord- als auch auf der Südseite der Kirche gab es Kirchhöfe, auf denen Bestattungen durchgeführt wurden. Von 1868 bis 1871 wurde auf städtischen Beschluss hin der nördliche Kirchhof in eine Grünanlage umgestaltet. Dazu wurden die dort stehenden Häuser abgerissen. Die Gartenanlage blieb in dieser Form bis zum Zweiten Weltkrieg bestehen. Ende des 19. Jahrhunderts wurden auch auf dem südlichen Marienkirchhof die Bestattungen eingestellt und der Platz gärtnerisch gestaltet. Die dort gepflanzten Lindenbäume und Kastanienbäume stehen noch heute.
Der nördliche Kirchhof wurde nach dem Zweiten Weltkrieg erneut zur Begräbnisstätte. Hier befindet sich seit 1945 der Sowjetische Ehrenfriedhof.

### Nikolaikirchhof
Die Nikolaikirche wird erstmals im Jahr 1276 erwähnt. Sie befindet sich auf einem Quartier, das von der Badenstraße, der Bechermacherstraße, der Semlower Straße, dem Alten Markt und der Ossenreyerstraße begrenzt wird.
Der Kirchhof wurde um 1890 aufgegeben. 1892 plante ein Verein, die Kirche freizulegen und den Kirchhof zu bepflanzen. Das Projekt wurde allerdings 1897 durch die preußische Regierung gestoppt. Begrünt wurde der Kirchhof trotzdem, um 1900 wurden Lindenbäume gepflanzt, die noch heute stehen.

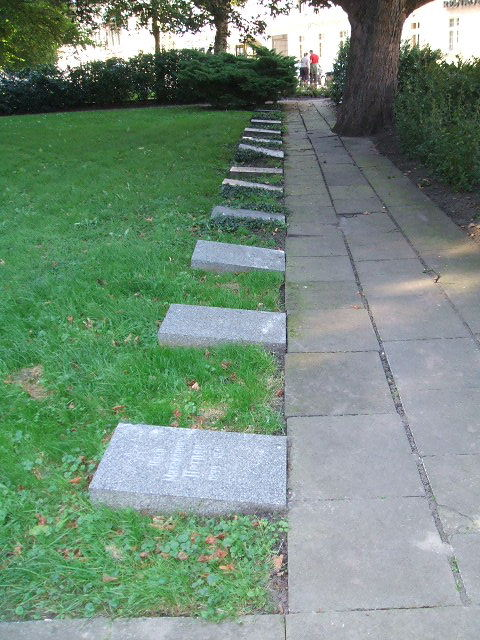
Gräberreihe auf dem Sowjetischen Ehrenfriedhof

Die zur Semlowerstraße stehenden Häuser allerdings wurden beim Bombenangriff auf Stralsund am 6. Oktober 1944 zerstört. 1970 wurde die entstandene Freifläche gärtnerisch gestaltet und Platanen auf der Flucht der einstigen Häuser angepflanzt.

### Sowjetischer Ehrenfriedhof
Der Ehrenfriedhof für Gefallene der Roten Armee befindet sich auf dem einstigen nördlichen Marienkirchhof zwischen der Marienkirche und dem Neuen Markt. Er wurde 1945 im Auftrag des sowjetischen Kommandanten angelegt. Ein von einer Mauer begrenzter Ehrenhain birgt Grabstätten von Sowjetsoldaten.
Im Jahr 1953 ließ die Stadtverwaltung hier ein Denkmal für die im Kampf gegen Hitlerdeutschland gefallenen Sowjetsoldaten errichten. Das stelenförmige Denkmal wurde 1967 durch einen Obelisken ersetzt und das als eine Art Triumphbogen gestaltete Eingangstor abgerissen.

### St. Jürgen (Knieperfriedhof)

Lageskizze St.-Jürgen-Friedhof, 2019

Der St.-Jürgen-Friedhof liegt im Stadtteil Knieper, eingebettet zwischen der Hainholzstraße, der Prohner Straße und der Kedingshäger Straße.
Im Jahr 1278 wurde der Kirchhof nahe dem damals noch St. Georg genannten Hospital (in Norddeutschland war der Name Jürgen gebräuchlicher, daher nannte man das Hospital schon bald St. Jürgen) für die Toten der Gemeinde angelegt. Das Hospital befand sich mitten in der Stadt (der heutigen Altstadt). Es finanzierte seinen Betrieb hauptsächlich mittels Spenden aus der Bevölkerung der noch jungen Stadt. Zu solchen Spenden zählte unter anderem auch Gartenland.
Auf solch einem gespendeten Gartenland wurde im Jahr 1325 mit Erlaubnis des Herzogs Wartislaw IV. der neue St.-Jürgen-Kirchhof angelegt, der damit nicht mehr direkt am Hospital lag. Er befand sich etwas außerhalb des heutigen Stadtzentrums, aber noch innerhalb der Stadtgrenzen, etwa in der Verlängerung der Hospitaler Bastion und der Knieper Bastion stadtauswärts nahe dem Knieperteich.
Hier wurden zunächst nur die Toten aus der ärmeren Bevölkerung zur letzten Ruhe gebettet. Die reicheren Familien ließen ihre Toten weiterhin auf den Kirchhöfen der Marienkirche und der Nikolaikirche beisetzen.
Aufgrund der Lage besaß der Friedhof keine eigene Kapelle bzw. Feierhalle. Das hat sich auch bis heute nie geändert – die Toten wurden in einer Stralsunder Kirche bzw. Feierhalle geehrt und dann in einer mehr oder minder großen Prozession zum Friedhof gebracht und dort bestattet.
Wegen des Ausbaus von Stralsund zur Festung mit mächtigen, ausgedehnten Festungs- und Wallanlagen musste der Friedhof im 17. Jahrhundert aufgegeben werden. Während der Belagerung im Jahr 1628 war der Kirchhof zum Hindernis für die Festungsanlagen geworden. Bereits früher hatten diverse Belagerungen immer wieder dazu geführt, dass auf dem Kirchhof Schäden entstanden waren. Gleichzeitig brachte diese Zeit das Paradoxon mit sich, dass dort die Toten beider Seiten beerdigt wurden.
Zeugnisse aus dieser Zeit existieren im 21. Jahrhundert nicht mehr; aufgrund der Wirren der Zeit und auch weil noch kein großer Wert auf geschichtliche Aufzeichnungen gelegt wurde, gab es keine Protokolle oder Notizen über Bestattungen.
Im Jahre 1675 fasst der Rat der Stadt Stralsund den Beschluss, den Friedhof auf dem Areal anzulegen, auf dem er sich noch heute befindet. Weiterhin ließen allerdings die reicheren Familien ihre Toten auf den nahe den Hauptkirchen gelegenen Friedhöfen bzw. in den Gruften innerhalb der Kirchen bestatten.
Erst ab 1715 wurden auch Reiche auf dem St.-Jürgen-Friedhof bestattet. So liegt hier zum Beispiel der Begräbnisort der Fürstin von Putbus. Im Jahr 1778 verbot die Königlich Schwedische Regierung Bestattungen innerhalb der Stadtmauern. Der St.-Jürgen-Friedhof gewann zunehmend an Bedeutung als Begräbnisstätte. Mit dem Geist der Aufklärung wandelte sich ab 1795 auch die Bedeutung eines Friedhofs. Verehrung der Menschen hielt auch über ihren Tod hinaus an, Begräbnisstätten wurden angelegt.

Im Jahr 1844 musste der Friedhof erstmals erweitert werden, dies geschah in Richtung Westen. Der neue Teil wurde schon von vornherein landschaftsgärtnerisch angelegt. Mit der zweiten Erweiterung 1865 wurde die nördliche Mauer aus Klinkern angelegt. 

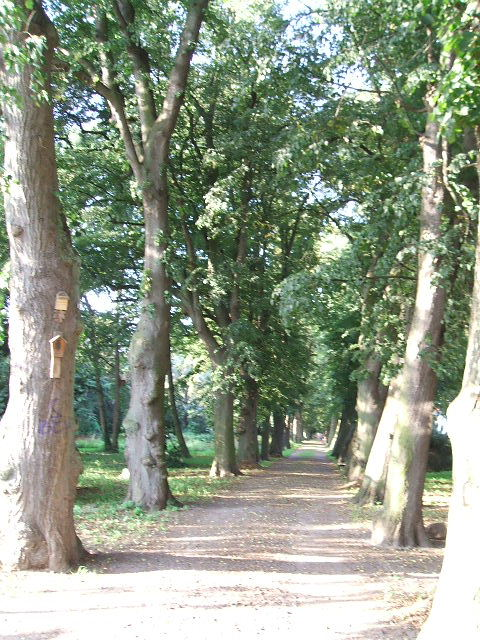
Lindenallee

Auf dem Friedhof wurden zwei Hauptalleen aus Linden angelegt.
Zwischen den beiden Hauptwegen existierten noch ein kleinerer Mittelweg und einige Querverbindungen. Zwischen den Wegen wurden zahlreiche Solitärbäume gepflanzt, die sonst selten in Norddeutschland anzutreffen sind.

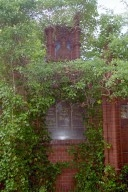
Familie Beug

Ab 1873 wurden Grabkapellen und Wandgräber an der Grabmalmauer in Form eines L, dessen längerer Teil die nördliche Begrenzung und dessen kürzerer Teil die westliche Begrenzung (zu damaliger Zeit) darstellte, angelegt. Imposante Anlagen künden von der Bedeutung (und der Wirtschaftskraft) der Familien der Toten.
Eine nochmalige Erweiterung erfolgte in den Jahren 1913 bis 1920. Das Areal westlich der bisherigen Begrenzung wurde ebenfalls als Friedhof mit landschaftsgärtnerischer Gestaltung genutzt. Als ein Berliner Baumeister den Friedhof restaurieren und vermessen ließ, entstanden neue Quartiere, und die Begräbnisflächen wurden parkähnlich umgestaltet. Das Aufkommen von gusseisernen maschinell gefertigten Kreuzen verdrängte die bis dahin verwendeten Grabkreuze aus Schmiedeeisen, die im Gegensatz zu in Süddeutschland verwendeten Kreuzen ohne großen Zierrat ausgeführt waren. Gleiches geschah mit den steinernen Grabsteinen, deren Gestaltung nunmehr auch maschinell möglich wurde.

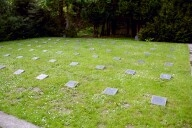
Eines der Felder für die Soldaten des Zweiten Weltkrieges

Der Erste Weltkrieg und der Zweite Weltkrieg brachten auch für Stralsund eine hohe Zahl an Toten. Die Toten des Ersten Weltkriegs wurden wahrscheinlich im westlichen Teil des Friedhofs bestattet, allerdings ist nach der Umgestaltung der Anlagen nichts erhalten geblieben. 1944 wurde im nördlichen Teil ein Kriegsgräberfeld angelegt.

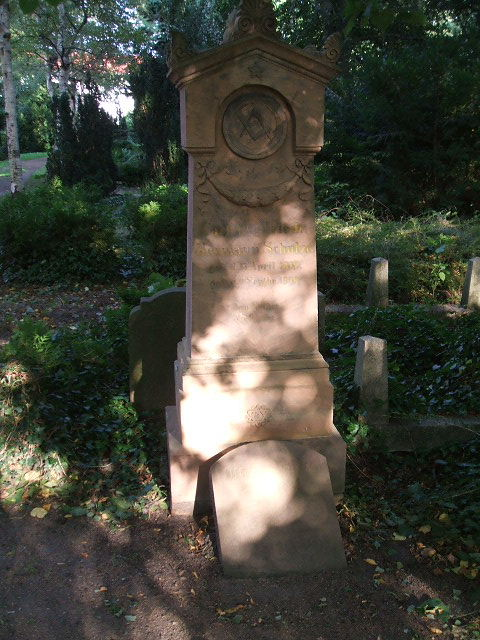
Freimaurer C. F. H. Schulze

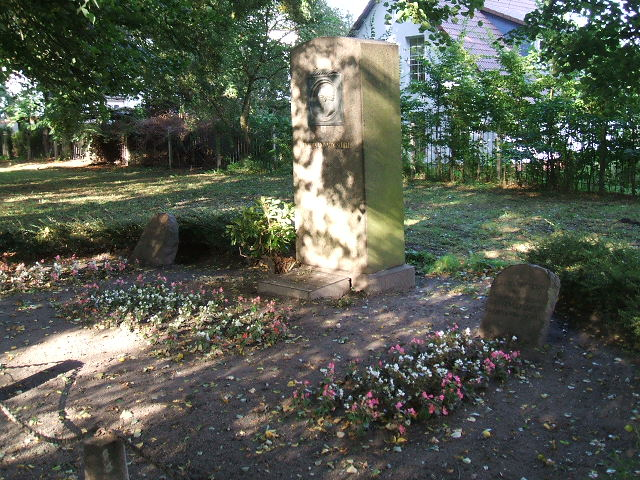
Ferdinand von Schill

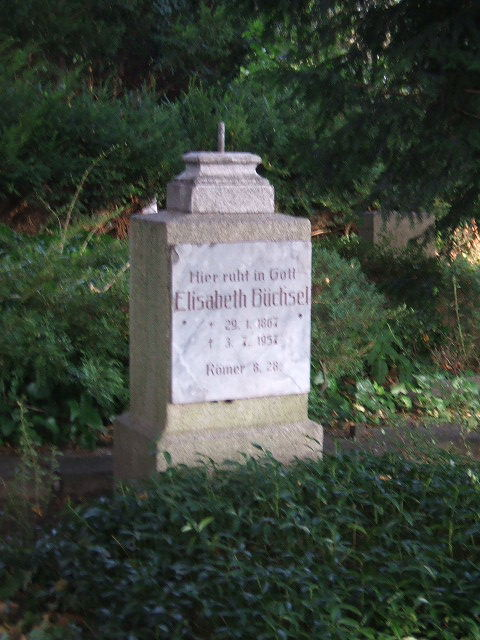
Grabmal Elisabeth Büchsel, hier fehlt das weiße Grabkreuz

Nach Ende des Zweiten Weltkriegs, noch 1945, eröffnete in Stralsund der Zentralfriedhof, womit die Bedeutung des St.-Jürgen-Friedhofs zurückginmg.
Im Jahr 1964 fand das offiziell letzte Begräbnis hier statt. Allerdings wurden später auch Ausnahmen zugelassen, z. B. für verdiente Bürger und Bürgerinnen der Stadt. Bis 1982 erfolgten noch Urnenbestattungen.
Im Jahr 1986 wurden zahlreiche Gräber geräumt und viele Umgestaltungen vorgenommen. Es war vorgesehen, den alten Friedhof als Parkanlage umzugestalten; aus finanziellen Gründen wurde der Plan nicht umgesetzt. Seit 1990 gilt der Friedhof als Geschützter Park, die beiden Hauptalleen mit ihren Linden als Geschützte Alleen.
In den Jahren nach der politischen Wende in der DDR kam es zu großen Verlusten von Statuen und anderen bedeutenden, wertvollen Grabschmuckgegenständen, wie Kreuzen, Engels- oder Jesusstatuen und andere. Als Ursache wird Buntmetalldiebstahl in großem Umfang angenommen.
Im Jahr 1992 ließ die Friedhofsverwaltung die Gestaltung neu planen, Räumungen wurden nicht mehr vorgenommen. Neue Einfriedungen in den Jahren 1995 und 1996 unterstrichen wieder den Charakter als abgeschlossene Parkanlage. Im Jahr 2000 fand eine Inventur aller Grabmale statt. Zu Beginn des 21. Jahrhunderts wird das Entwicklungskonzept aus dem Jahr 2003 schrittweise realisiert: Die beiden Alleen bleiben erhalten, Nachpflanzungen sind erst bei großen Schädigungen am (hervorragend erhaltenen) Baumbestand vorgesehen. Die Solitärbäume werden weiterhin gepflegt, Sträucher und Büsche ebenso. Leider ist auch hier keine rasche Vorgehensweise möglich, da die Finanzen der Stadt dies nicht zulassen.
Der Volksbund Deutsche Kriegsgräberfürsorge und die Mithilfe zahlreicher Jugendlicher im Rahmen eines Arbeitscamps führten dazu, dass 1999 drei Gräberfelder für die Toten des Zweiten Weltkriegs neu gestaltet und die Gefallenen namentlich gekennzeichnet werden konnten. Am 3. Oktober 2006 entwendete ein Dieb 42 der 116 Kupfertafeln der Kriegsgräberstätte; er wurde nie ermittelt.
In den 2010er Jahren ist auch immer wieder die Möglichkeit erörtert worden, Teile des Friedhofs wieder zu bewirtschaften. Dies lehnt allerdings die Stadt mit Hinweis auf die kurzfristig nötigen Aufwendungen (Wasser etc.) ab.
Das älteste erhaltene Grabmal auf dem St.-Jürgen-Friedhof befindet sich direkt am rechten Haupteingang von der Hainholzstraße aus: Direkt neben dem ehemaligen Brunnen steht ein Grabmalsockel aus dem Jahr 1730 oder 1739.
Bei anderen Begräbnisstätten wurden, da es sich um Familienstätten handelte, beim Tod weiterer Familienangehöriger aus Platzmangel auf den Grabinschriften oft die Namen früherer Verstorbener zugunsten der jüngst Verstorbenen getilgt, was einen Nachweis der Geschichte erschwert. Genauere Aufzeichnungen existieren erst seit Beginn des 20. Jahrhunderts, erschwert werden Nachforschungen auch durch die ständigen Umgestaltungen und die nicht regelmäßige Anlage des Friedhofs. So ist in erhaltenen Quellen oft ein Hinweis auf Bäume und Pflanzen nahe dem Ort eines Grabes enthalten, jedoch ist dieser Hinweis bei Neupflanzungen usw. nahezu wertlos und eine Bestimmung nicht mehr möglich.
Zu den hier bestatteten bedeutenden Persönlichkeiten zählen Ferdinand von Schill. Die Begräbnisstätte wurde erst lange Zeit nach Schills Tod in Stralsund angelegt. Schills kopfloser Leichnam wurde von den Franzosen zusammen mit denen vieler seiner Mitkämpfer hier anonym verscharrt. Nur der Aufmerksamkeit eines Friedhofsgärtners ist es zu verdanken, dass das Grab gekennzeichnet werden konnte. Später wurde hier das noch heute existierende Grabmal errichtet. Auf dem Grab verkündet eine Grabplatte: „Großes gewollt zu haben ist groß. …“ Diese Platte wurde nach 1990 entwendet; die heute zu sehende Platte ist eine exakte Nachbildung des Originals.
Weitere erhaltene Grabmäler sind die von General von Armfeldt, Wissenschaftler Rudolf Baier (Begründer des Kulturhistorischen Museums), Fabrikbesitzer Carl Becker, Fabrikbesitzer und Reeder Carl August Beug, Ingenieur und Vizekonsul Gerd Beug, Bürgermeister Arnold Friedrich Otto Brandenburg, Weinessigfabrikant Eduard Bollmann, Malerin Elisabeth Büchsel, Kaufmann und Ratsherr Günther Bonaventura Friedrich Crome, Architekt Ernst Joachim August Dalmer, Antifaschist Albert Dähmlow, Bibliothekar Carl Johann Dähnert (Verfasser des plattdeutschen Wörterbuchs), Militärhistoriker Hans Delbrück, Sprachwissenschaftler Berthold Delbrück, Bürgermeister Wilhelm Friedrich Denhard, Naturwissenschaftler Otto Dibbelt (Begründer des Deutschen Meeresmuseums), Bürgermeister Johann Albert Dinnies, Bürgermeister Friedrich August Erichson, Bürgermeister Karl Gustav Fabricius, Bürgermeister Ernst Gronow, Bürgermeister Johann Carl Heinrich Hagemeister, Antifaschist Wolfgang Heinze, Baumeister Carl Kankel, Baumeister Arnold Kankel, Antifaschist Karl Krull, Bürgermeister David Lukas Kühl, Marineoffizier Diedrich Johann Longé, Theologe Gottlieb Christian Friedrich Mohnike, Gymnasialdirektor Johann Ernst Nizze, Gymnasialdirektor Carl Hermann Schulze, Bürgermeister Carl Georg Schwing, Bürgermeister Carl Friedrich Tamms und Ratsherren und Fabrikanten der Familie Weyergang.

### St.-Peter-und-Paul-Kirchhof
Die Kirche St. Peter und Paul war eine der vier großen Stralsunder Pfarrkirchen. Sie existiert heute nicht mehr; im Jahr 1321 wurde sie das letzte Mal urkundlich genannt. Sie befand sich in der damaligen Neustadt, wahrscheinlich in der Nähe der heutigen Judenstraße. Im Stralsunder Stadtbuch von 1312 ist in ihrer Nähe ein Kirchhof bezeugt.

### Zentralfriedhof
Zu Beginn des 20. Jahrhunderts entwickelte die Stadt Pläne zur Anlage eines „Hauptfriedhofes“. Ab 1920 wurde das Gelände an der Prohner Chaussee dafür vorgesehen. Erst 1939 wurde der zunächst Hauptfriedhof genannte Begräbnisplatz nach Plänen und unter Leitung des Gartenbauinspektors Hans Winter angelegt. Unter dem Einfluss starker nationalistischer Tendenzen auch der Gartenbaukultur wurden vor allem Eichenbäume, Buchen, Birken, Ahornbäume sowie Holunder und Wildrosen angepflanzt.

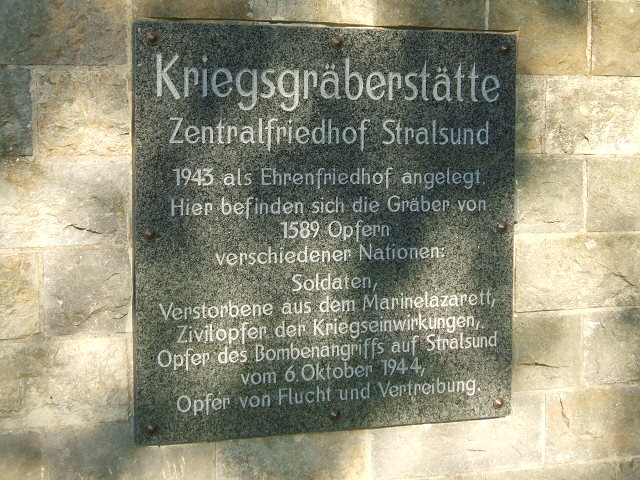
Kriegsgräberstätte, Platte

Der Ausbruch des Zweiten Weltkrieges erschwerte die Weiterführung der Arbeiten. Der 1941 geplante Heldenfriedhof kam nicht mehr zur Realisierung. So sind die Menschen, die beim Bombenangriff auf Stralsund am 6. Oktober 1944 umkamen, die ersten hier beigesetzten Toten.
In den 1950er Jahren entstand eine Feierhalle und eine Allee aus Lindenbäumen wurde als Hauptweg zu dieser Feierhalle angelegt. Gleiczeitig erfuhr der Friedhof eine Erweiterung nach Norden. In den 1970er Jahren wurde zum Gedenken an die Opfer des Bombenangriffs von 1944 ein Ehrenhain angelegt. Dieser ist seit den späten 1990er Jahren eine anerkannte Kriegsgräberstätte.
Der Friedhof wird weiterhin genutzt. Angelegt als Beispiel der Friedhofsreformbewegung des 20. Jahrhunderts spiegelt er heute mit seinem zunehmenden Anteil an Urnen- und alternativen Bestattungsformen den Wandel der Friedhofskultur des 21. Jahrhunderts wider.
Der Zentralfriedhof Stralsund entwickelt sich mit abnehmender Gräberzahl zunehmend zum landschaftlich gestalteten Ort für Trauerbewältigung, Besinnung und ruhige Erholung.
Auf dem seit Mitte der 1950er Jahre Zentralfriedhof genannten Friedhof sind unter anderem der Historiker Hellmuth Heyden und die Maler Erich Kliefert, Katharina Bamberg und Edith Dettmann bestattet.